# プドゥ駅
プドゥ駅（プドゥえき、マレー語:Pudu）はマレーシアのクアラルンプールにある、ラピドKL (RapidKL) アンパン線・スリ・プタリン線の駅。

## 概要
相対式ホーム2面2線の高架駅。
駅構内は1999年に公開された映画『エントラップメント』のラストシーンの舞台となった。

## 駅周辺
- 夜市(駅近くにあるKenanga Wholesale Cityにて毎週日曜日)